# خليج عمان
25°N 58°E / 25°N 58°E

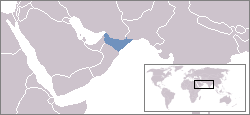
بحر عُمان

خليج عُمان هو بحر يربط بحر العرب بمضيق هرمز والخليج العربي.

## التسمية
مسمى بحر عمان هو مسمى قديم، وورد عند الجغرافيين، مثل ياقوت الحموي (ت: 1229م)،كما ظهر في خرائط الرحالة الأوروبيين مثل البريطاني بالجريف (ت:1888م). يحاذي بحر عُمان باكستان وإيران من الشمال ودولة الإمارات العربية المتحدة من الغرب وسلطنة عمان من الجنوب، يبدأ بحر عمان من رأس الحد في سلطنة عمان إلى مضيق هرمز.